# Ceinture de forcement

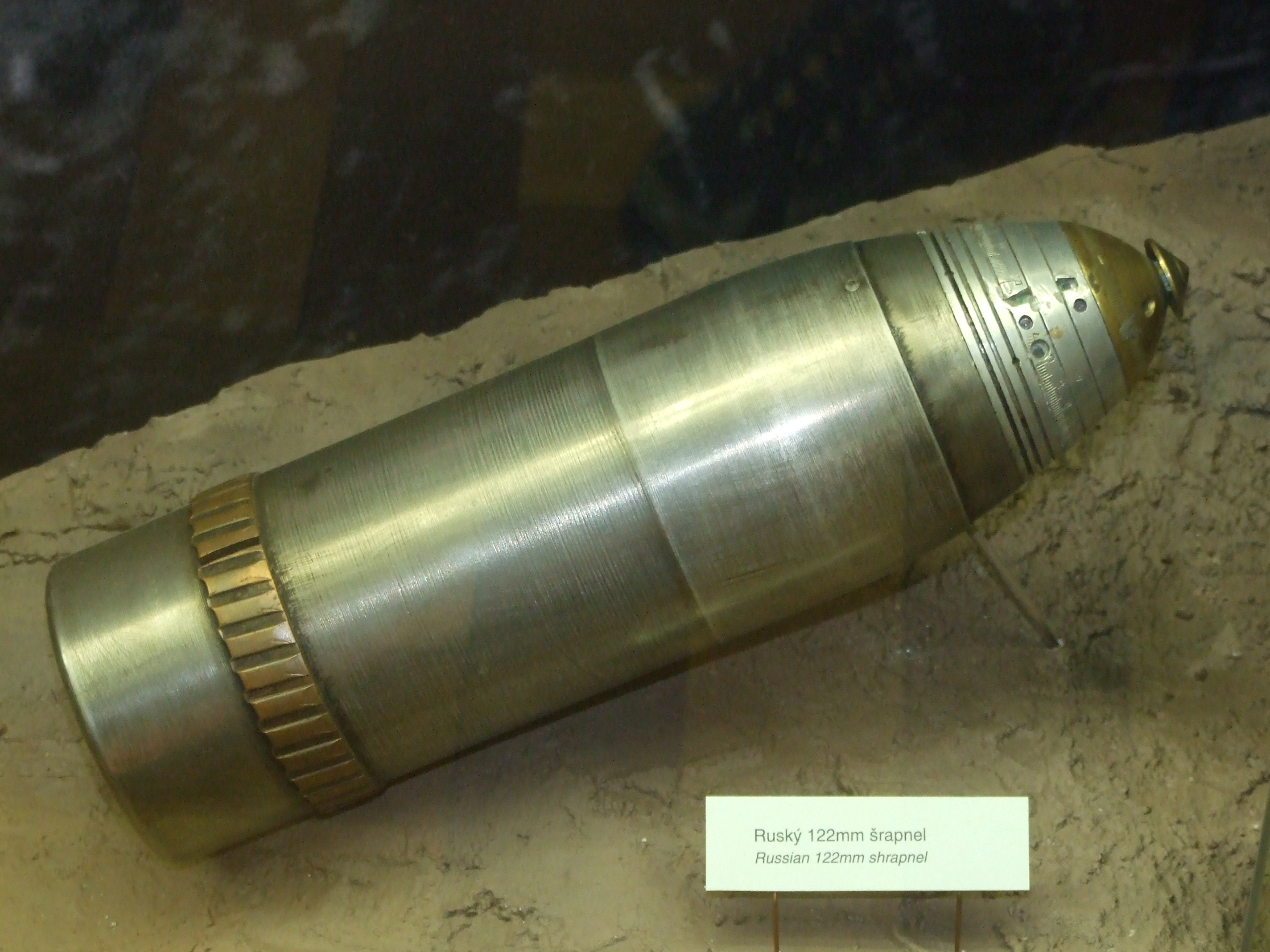
Obus shrapnel russe de 122 mm (qui a été tiré) avec une ceinture de forcement en alliage de cuivre à sa base.

La ceinture de forcement, aussi appelée ceinture dérapante sur certain type d'obus, désigne une partie de la chemise d'un obus. Il s'agit d'anneaux de métal très malléable, qui sont sertis sur la circonférence du projectile, généralement en son milieu. Le matériau à ceinture habituellement utilisé est le cuivre pour sa grande malléabilité. Plus récemment, le nylon est utilisé comme matériau de substitution.

## Fonctionnement

### Obus

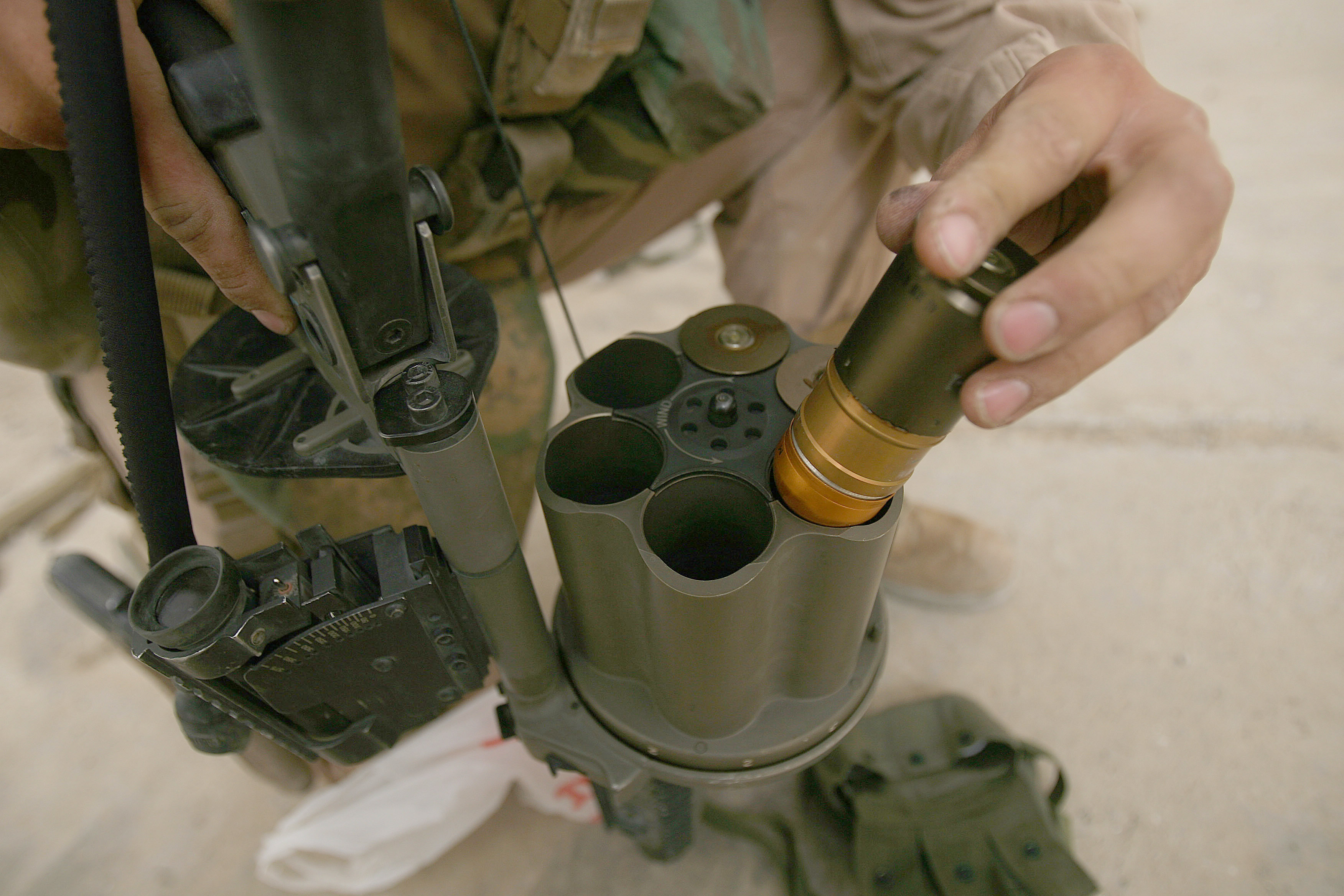
Marine américain en train de recharger un lance-grenades léger M32 MGL. On peut observer les ceintures sur la circonférence du projectile.

Lorsque la munition détone, les gaz libérés par la poudre exercent une forte pression sur le projectile. De ce fait, à l'entrée du projectile dans la partie rayée du canon, les ceintures de forcement vont se déformer et épouser la forme des rayures. De cette manière, l'étanchéité de la munition est assurée (les gaz ne s'échappent pas au-delà du projectile), et le projectile se met à tourner sur lui-même lors de sa traversée du canon. Cette rotation a pour propriété de stabiliser la trajectoire du projectile durant le vol.

### Balles

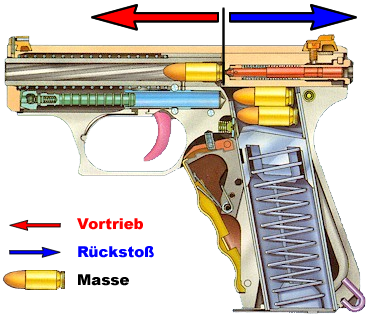
Vue en coupe d'un pistolet. Le canon est rayé dans le but de déformer la chemise de la balle.

Dans un fusil, les balles ne sont pas serties de ceintures. C'est en fait la chemise tout entière qui va se déformer lors du passage dans le canon ; c'est donc la chemise qui joue le rôle de ceinture de forcement. À noter que la balle n'est pas intégralement chemisée : le cul doit rester libre pour assurer la mise à feu de la composition traçante, par exemple, ou pour permettre à une balle en plomb de se déformer.

## Inconvénients
La ceinture de forcement doit être sertie au point de plus grand diamètre de la munition, c'est-à-dire au plus près du centre de gravité. D'un point de vue aérodynamique, lorsqu'on atteint des vitesses supersoniques, le point de plus grand diamètre devrait se situer le plus à l'arrière possible du projectile, et non à proximité du centre de gravité, pour diminuer les effets des frottements de l'air.
D'un point de vue mécanique, lorsque la masse du projectile augmente, il devient de plus en plus difficile de sertir les ceintures de forcement : au lieu de modifier la forme de la chemise, les gaz peuvent tout simplement la détruire.